# Lieutenant Girardon
Pour les articles homonymes, voir Girardon.
Bernard Girardon, dit lieutenant Girardon, est un officier français, né le 20 septembre 1920 à Aix-en-Provence et mort pour la France le 21 août 1944 à La Valette-du-Var au cours de la prise du fort du Coudon auquel, en 1946, on a donné son nom.

## Biographie
Bernard Girardon est le fils de Henri Girardon, militaire de carrière, chef de bataillon.

### Formation
Bernard Girardon a suivi une partie de sa scolarité au collège catholique d'Aix-en-Provence.
De 1939 à 1940, il est élève-officier à l’École spéciale militaire de Saint-Cyr (promotion 126, de l'amitié franco-britannique).

### Carrière
Pendant la Seconde Guerre mondiale, Bernard Girardon est lieutenant d'infanterie dans le groupe des commandos d'Afrique créé le 26 juillet 1943, section de reconnaissance du 3e commando.
La semaine précédant sa mort, il est blessé dans une péniche de débarquement à l'île d'Elbe, après avoir détruit un blockhaus dont le feu fauchait les hommes sur la plage, et après avoir anéanti sa batterie en renvoyant aux Allemands leurs propres grenades. Ayant perdu son sang en abondance, il est hospitalisé à Ajaccio, puis quitte de lui-même sa chambre pour rejoindre ses frères d’armes qui se préparent à débarquer en Provence,.
Au sein de la 9e division d'infanterie coloniale, il prend part à l'opération Dragoon, débarquant dans la nuit du 15 août 1944 avec les commandos d'Afrique. Il se dirige alors vers Toulon, où son commando est assigné à la prise du fort du Coudon, occupé par la Kriegsmarine.
Le lundi 21 août 1944, le lieutenant Girardon et le 3e commando y pénètrent par la face sud à l'aide d'une échelle trouvée sur place. Un combat s'engage au corps à corps dans la première enceinte, puis à la grenade dans les galeries souterraines. À 15 h 30, le commandant allemand du fort lance par fusée, à destination de batteries d'appui, le signal « tirez sur nous ».
Les obus fusants sont meurtriers pour les deux camps. Le lieutenant Girardon est tué, deux autres officiers sont blessés. Sur les 120 hommes de la Kriegsmarine qui occupaient le fort, six seulement s'en sortent indemnes. À 17 h, le fort du Coudon est reconquis,.
Bernard Girardon est inhumé à la nécropole nationale de Boulouris dans le Var (carré F, rang 1, tombe 1).

## Distinctions
- Croix de guerre 1939–1945
- Chevalier de la Légion d'honneur (à titre posthume)[4]
- Dès 1946, son nom est donné au fort du mont Coudon (« fort Lieutenant-Girardon »)[11]

- Plaques commémoratives
  - Bouches-du-Rhône
    - Aix-en-Provence : monument aux morts du cimetière Saint-Pierre (1939-1945).
    - Aix-en-Provence : plaque commémorative des professeurs et anciens élèves du collège catholique.

  - Var
    - Saint-Raphaël : nécropole nationale de Boulouris.
    - La Valette-du-Var : plaque commémorative des volontaires des commandos d'Afrique[12],[4].